# Tenmon
Tenmon (天門?), seudónimo de Atsushi Shirakawa (白川 篤史 Shirakawa Atsushi?), es un compositor japonés nacido Tokio, Japón, en 1971.
Trabajó en la Nihon Falcom Corporation como uno de los miembros del Falcom Sound Team J.D.K. (equipo de sonido Falcom) Durante su estancia en Falcom, compuso numerosas bandas sonoras para los videojuegos de Falcom, la más notable de ellas fue la que compuso para el videojuego Brandish.
Después de trabajar con Makoto Shinkai en la compañía Minori, ha compuesto la música para los trabajos de Shinkai desde Kanojo to Kanojo no Neko (Ella y su gato). De hecho es más conocido por sus posteriores trabajos musicales, componiendo las bandas sonoras de los más renombrados trabajos de Shinkai, Hoshi no Koe, Kumo no Mukō, Yakusoku no Basho, y más recientemente, 5 centímetros por segundo. Además, trabaja en conjunto con minori para la creación de la música de los videojuegos de esta compañía, por ejemplo ef - a fairy tale of the two, así como su remake en animé por SHAFT, ef - a tale of memories. y ef - a tale of melodies.

## Trabajos
Tenmon ha compuesto las bandas sonoras de:
- Kanojo to Kanojo no Neko (1999)
- Hoshi no Koe (2001)
- Mizu no Kakera (2001)
- Tenshi no Kakera (2003)
- Haru no Ashioto (2004)
- Kumo no Mukō, Yakusoku no Basho (2004)
- Ef: A Fairy Tale of the Two. (2006)
- 5 centímetros por segundo (2007)
- Ef: A Tale of Memories. (2007)
- Ef: A Tale of Melodies. (2008)
- Eden* They Were Only Two, On The Planet. (2009)
- Hoshi wo Ou Kodomo (2011)
- Tsurezure Children. (2017)